# Tacinga inamoena

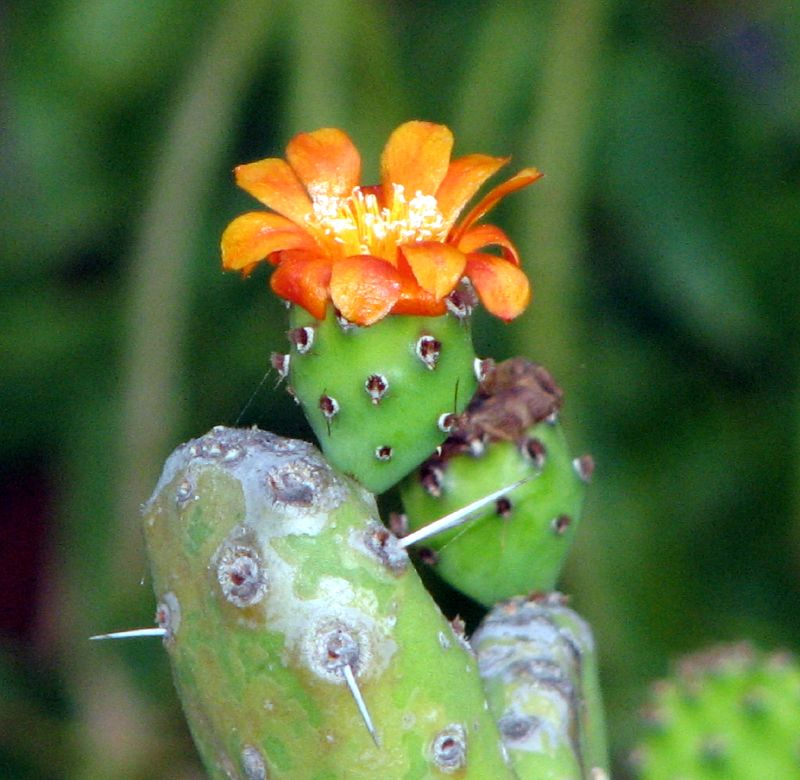
Blüte von Tacinga inamoena

Tacinga inamoena ist eine Pflanzenart aus der Gattung Tacinga in der Familie der Kakteengewächse (Cactaceae). Das Artepitheton inamoena stammt aus dem Lateinischen und bedeutet ‚nicht schön‘. Portugiesische Trivialnamen sind „Quipá“, „Guíbá“, „Palmatória“, „Palmatória Miuda“, „Iviro“, „Gogóia“ und „Palma de Ovelha“.

## Beschreibung
Tacinga inamoena wächst strauchig, kriechend, ist reich verzweigt und erreicht Wuchshöhen von bis 50 Zentimetern und Durchmesser von 3,5 Metern. Die Triebe sind in hellgrüne bis graugrüne, kreisrunde bis verkehrt eiförmige oder längliche Segmente gegliedert, die meist deutlich abgeflacht sind. Die Segmente sind bis 16 Zentimeter lang, 9 Zentimeter breit und bis 3,5 Zentimeter dick. Ihre Oberfläche ist manchmal leicht gehöckert. Die kleine, grauen bis gelben Areolen sind mit sehr kleinen, eingesenkten Glochiden besetzt. Dornen sind nicht vorhanden.
Die roten oder orangen, weitgeöffneten Blüten sind bis 5,5 Zentimeter lang und erreichen Durchmesser von 4 Zentimeter. Ihre Blütenhüllblätter sind ausgebreitet, das Perikarpell kugelförmig. Die kugelförmigen Früchte werden dunkelbraun, gelb oder orange und sind mit wenigen Glochiden besetzt. Sie sind bis 4 Zentimeter lang und enthalten viele Samen.

## Verbreitung, Systematik und Gefährdung
Tacinga inamoena ist im Osten Brasiliens auf Felsen oder steinigen Untergrund in der Caatinga- und Campo-Rupestre-Vegetation in Höhenlagen von 100 bis 1550 Metern verbreitet.
Die Erstbeschreibung als Opuntia inamoena erfolgte 1890 durch Karl Moritz Schumann. Nigel Paul Taylor und Wolfgang Hermann Stuppy stellten die Art 2002 in die Gattung Tacinga. Ein weiteres nomenklatorisches Synonym ist Platyopuntia inamoena (K.Schum.) F.Ritter (1979).
Die Unterart Tacinga inamoena subsp. subcylindrica M.Machado & N.P.Taylor wurde 2011 in den Rang einer Art erhoben (Tacinga subcylindrica (M.Machado & N.P.Taylor) M.Machado & N.P.Taylor).
Tacinga inamoena wird in der Roten Liste gefährdeter Arten der IUCN als „Least Concern (LC)“, d. h. nicht gefährdet, eingestuft.

## Nachweise